# لیگ برتر هندبال زنان ایران ۱۳۹۸
لیگ برتر هندبال زنان ایران ۱۳۹۸ ۱۵مین دوره لیگ برتر هندبال زنان ایران است که از ۳ آبان‌ماه ۱۳۹۸ با حضور ۸ تیم آغاز شد.

## تیم‌های شرکت کننده
تیم‌هایی که در قرعه‌کشی در این دوره لیگ شرکت کردند عبارتند از تاسیسات دریایی، فولاد مبارکه سپاهان، نفت و گاز گچساران، شهید چمران لارستان، ذوب آهن ، اشتاد سازه طرقبه شاندیز، هیئت کازرون و هیئت مشهد.
| باشگاه                  | سرمربی      | کاپیتان | شهر     | ورزشگاه | گنجایش | تولید کننده لباس |
| ----------------------- | ----------- | ------- | ------- | ------- | ------ | ---------------- |
| تاسیسات دریایی          | مهسا معتمدی |         |         |         |        |                  |
| فولاد مبارکه سپاهان     | ایران       |         | اصفهان  |         |        |                  |
| نفت و گاز گچساران       | ایران       |         | گچساران |         |        |                  |
| شهید چمران لارستان      | ایران       |         | لارستان |         |        |                  |
| ذوب آهن                 | ایران       |         | اصفهان  |         |        |                  |
| اشتاد سازه طرقبه شاندیز | ایران       |         | مشهد    |         |        |                  |
| هیئت کازرون             | ایران       |         | کازرون  |         |        |                  |
| هیئت مشهد               | ایران       |         | مشهد    |         |        |                  |